# Châteauroux
Châteauroux város Franciaország középső részén, Centre-Val de Loire régiójában, Indre megye székhelye. Lakosainak száma 43 079 fő (2022. január 1.). Châteauroux Déols, Étrechet, Le Poinçonnet és Saint-Maur községekkel határos.

## Története
Az Indre parti város a kereszténység bölcsője volt, majd jelentős feudális birtok központja is lett. Kolostora a vallásháborúk korában részben megsemmisült.

## Demográfia
| Év   | Lakosság |
| ---- | -------- |
| 1936 | 28 578   |
| 1954 | 36 420   |
| 1962 | 45 063   |
| 1968 | 49 138   |
| 1975 | 53 429   |

| Év   | Lakosság |
| ---- | -------- |
| 1982 | 51 942   |
| 1990 | 50 969   |
| 1999 | 49 632   |
| 2006 | 47 513   |
| 2010 | 46 140   |

## Látnivalók
- Église Raoul – a folyóparton álló, a városnak nevet adó hercegi palota a 15. században épült.
- Église des Cordeliers – a ferences rendi templom alapjait a 13. században rakták le. Ma csak néhány maradvány látható a XIII. századi ablakokból, és feltártak egy 15. századi freskót is.
- Musée Bertrand – a városi múzeum abban az épületben van, ahol Napóleon egyik leghűségesebb marsallja, a város szülötte, Henri Bertrand meghalt. Szobra az udvaron áll. A múzeumban tekintélyes anyagot gyűjtöttek össze a marsall és császára személyes emléktárgyaiból, történelmi dokumentumokból. A régészeti gyűjtemény gall és római leleteket foglal magában. Értékes a flamand és holland, valamint a korai francia festészeti bemutató, Brueghel és Watteau kép is van az anyagban.
- Église St-Martial – hajója a 14. század végén készült, a szentély 15. századi.
- Église St-Étienne de Déols – az északi előváros területén volt a mai város elődje, itt építettek templomot az első keresztények, s itt alapították meg a város első apátságát. Az apátságból csak egy régi harangtorony maradt meg, az ősi templomból a 4. századi altemplom a legjelentősebb épületrész, mert itt van a keresztény hit két korai elterjesztője, Szent Léocade és fia Szent Ludre 14. században készült szarkofágja.

## Testvérvárosok
- - Gütersloh, 1977 óta.
- - Bittou, 1985 óta.
- - Olsztyn, 1991 óta.